# Scooby-Doo! Frankenstrizza
Scooby-Doo - Frankenstrizza (Scooby-Doo! Frankencreepy) è un film di animazione del 2014, diretto da Paul McEvoy, basato sui personaggi di Scooby-Doo.
Prodotto dalla Warner Bros. Animation, è stato distribuito negli Stati Uniti il 19 agosto 2014, mentre in Italia è andato in onda in prima TV su Boomerang il 22 aprile 2016.

## Trama
Velma viene a sapere di aver ereditato un castello a Transilvania, una cittadina germanofona americana. Attorno alla magione, però, aleggia la maledizione di un terribile mostro a cui ha dato vita il prozio di Velma, da cui Mary Shelley avrebbe preso spunto per il suo romanzo più famoso. Nel frattempo, una strana figura mascherata minaccia la gang, la quale si troverà a combattere con i propri timori, la propria personalità e le proprie certezze per arrivare a capo di uno dei misteri più intricati di sempre.